# 3439 Lebofsky
3439 Lebofsky (1983 RL2) là một tiểu hành tinh vành đai chính được phát hiện ngày 4 tháng 9 năm 1983 bởi E. Bowell ở Flagstaff (AM).